# ليوبولد فون فايسه
ليوبولد فون فايسه (بالألمانية: Leopold von Wiese)‏ (و. 1876 – 1969 م) هو عالم اجتماع، وأستاذ جامعي، واقتصادي ألماني، ولد في كلودزكو، توفي في كولونيا، عن عمر يناهز 93 عاماً.

## جوائز
حصل على جوائز منها:
- صليب القائد لنيشان استحقاق جمهورية ألمانيا الاتحادية.

## روابط خارجية
- ليوبولد فون فايسه على موقع مونزينجر (الألمانية)